# كرسترسية مماثلة
كرسترسية مماثلة (الاسم العلمي: Kerstersia similis) هي نوع من البكتيريا، سلبية الغرام، تتبع الكرسترسيات.